# José Manuel Martínez
José Manuel Martínez Fernández, soprannominato Chema, (Madrid, 22 ottobre 1971), è un mezzofondista e maratoneta spagnolo.

## Biografia
Martínez è stato campione d'Europa dei 10000 metri piani nel 2002, medaglia d'argento nella mezza maratona e medaglia di bronzo ai Giochi del Mediterraneo. Si è classificato all'ottavo posto e migliore degli europei, nella maratona al Campionato mondiale di atletica leggera di Berlino 2009. Ai campionati europei di Barcellona nel 2010 conquista la medaglia d'argento nella maratona.
Nel 2007 ha vinto il Giro podistico internazionale di Castelbuono.

## Palmarès
| Anno | Manifestazione          | Sede              | Evento         | Risultato | Prestazione | Note                                     |
| ---- | ----------------------- | ----------------- | -------------- | --------- | ----------- | ---------------------------------------- |
| 1999 | Universiadi             | Palma di Maiorca  | 10000 m piani  | Oro       | 29'37"56    |                                          |
| 1999 | Mondiali                | Siviglia          | 10000 m piani  | 19º       | 28'55"87    |                                          |
| 2001 | Mondiali                | Edmonton          | 10000 m piani  | 12º       | 28'06"33    |                                          |
| 2002 | Europei                 | Monaco di Baviera | 10000 m piani  | Oro       | 27'47"65    |                                          |
| 2003 | Mondiali                | Parigi            | Maratona       | 16º       | 2h11'31"    |                                          |
| 2004 | Olimpiadi               | Atene             | 10000 m piani  | 9º        | 27'57"61    |                                          |
| 2005 | Giochi del Mediterraneo | Almería           | Mezza maratona | Bronzo    | 1h05'12"    |                                          |
| 2005 | Mondiali                | Helsinki          | Maratona       | 30º       | 2h20'07"    |                                          |
| 2006 | Europei                 | Göteborg          | 10000 m piani  | Argento   | 28'12"06    |                                          |
| 2006 | Europei                 | Göteborg          | Maratona       | dnf       | dnf         |                                          |
| 2007 | Mondiali                | Osaka             | Maratona       | 9º        | 2h20'25"    |                                          |
| 2008 | Giochi Olimpici         | Pechino           | Maratona       | 16º       | 2h14'00"    |                                          |
| 2009 | Giochi del Mediterraneo | Pescara           | Mezza maratona | Argento   | 1h04'20"    |                                          |
| 2009 | Mondiali                | Berlino           | Maratona       | 8º        | 2h14'04"    | Miglior prestazione personale stagionale |
| 2010 | Europei                 | Barcellona        | Maratona       | Argento   | 2h17'50"    |                                          |
| 2011 | Mondiali                | Taegu             | Maratona       | 24º       | 2h17'44"    |                                          |

## Altre competizioni internazionali
1997
- 8º in Coppa Europa dei 10000 metri ( Barakaldo) - 28'11"67

2000
- Bronzo alla San Silvestro Vallecana ( Madrid) - 28'51"

2001
- 4º alla San Silvestro Vallecana ( Madrid) - 28'54"

2002
- Bronzo alla Maratona di Rotterdam ( Rotterdam) - 2h09'55"
- Argento alla San Silvestro Vallecana ( Madrid) - 28'13"

2003
- Bronzo alla Maratona di Rotterdam ( Rotterdam) - 2h08'09"
- Oro alla San Silvestro Vallecana ( Madrid) - 28'12"

2004
- 14º alla Maratona di Tokyo ( Tokyo) - 2h13'04"

2005
- 9º alla Maratona di Rotterdam ( Rotterdam) - 2h11'56"
- 7º alla Great South Run ( Portsmouth)

2006
- Argento alla Great South Run ( Portsmouth)
- 6º alla Maratona di Amburgo ( Amburgo) - 2h11'06"

2007
- Argento alla Maratona di Roma ( Roma) - 2h10'12"
- Oro al Giro podistico internazionale di Castelbuono ( Castelbuono)
- Argento alla Great South Run ( Portsmouth)

2008
- Oro alla Maratona di Madrid ( Madrid) - 2h12'42"
- 6º alla Maratona di Fukuoka ( Fukuoka) - 2h11'11"
- 5º alla Granollers Half Marathon ( Granollers) - 1h02'46"

2009
- Oro in Coppa Europa dei 10000 metri ( Ribeira Brava) - 27'57"61
- Bronzo alla Maratona di Bilbao ( Bilbao) - 2h17'16"

2010
- Bronzo in Coppa Europa dei 10000 metri ( Marsiglia) - 28'13"82
- Bronzo alla Granollers Half Marathon ( Granollers) - 1h03'13"
- 7º alla Castellón Marathon ( Castellón) - 2h17'50"

2011
- Argento in Coppa Europa dei 10000 metri ( Oslo) - 28'24"16
- Bronzo alla Birmingham BUPA Half Marathon ( Birmingham) - 1h04'46"

2012
- Argento alla Santander Half Marathon ( Santander) - 1h02'55"

2013
- Oro alla Alicante Half Marathon ( Alicante) - 1h06'34"
- 9º alla Maratona di Siviglia ( Siviglia) - 2h17'55"
- 31º alla Maratona di New York ( New York) - 2h28'21"
- Oro alla Cursa de Bombers ( Barcellona) - 29'48"

2014
- Oro alla Madrid Rock 'n' Roll Half Marathon ( Madrid) - 1h07'59"
- 14º alla Granollers Half Marathon ( Granollers) - 1h08'18"

2016
- Argento alla Ibiza Half Marathon ( Ibiza) - 1h09'45"

## Migliori prestazioni
- 5000 m: 13:11.13 a Huelva, il 20 giugno 2006
- 10000 m: 27:30.56 a Pontevedra, il 20 luglio 2003
- mezza maratona: 1:02:46 a Granollers, il 3 febbraio 2008
- maratona: 2:08:09 a Rotterdam, il 13 aprile 2003